# 柿澤司
柿澤 司（かきざわ つかさ、1995年11月21日 - ）は、日本の俳優。
埼玉県深谷市出身。テレビに出たいことを理由に2002年ごろから子役として芸能界デビュー！兄は柿澤崇之、弟は柿澤紫音。

## テレビ番組
- 世界・ふしぎ発見!（TBS）
- ウッチャきナンチャき（2002年、TBS）
- USO!?ジャパン（2002年、TBS）
- 血脈（2003年9月8日、テレビ東京） - 山口いづみの子供役
- 中居正広の金曜日のスマたちへ（TBS）
- いつみても波瀾万丈（日本テレビ）
- マスクマン!（日本テレビ）
- 24時間テレビ（日本テレビ）
- 天才てれびくんMAX（NHK教育）
- ミニモニ。でブレーメンの音楽隊（2004年3月、NHK教育）
- 親子で奮闘!中学受験（2005年2月26日、フジテレビ）
- ザ!世界仰天ニュース 緊急特別版 落ちた偶像光クラブ事件（2006年6月28日、日本テレビ）
- オールスター感謝祭（2006年、TBS）
- あの夏〜60年目の恋文〜（2006年9月16日、NHK総合）
- わたしが子どもだったころ
  - 桂歌丸編（2007年5月16日、NHK BS hi・2008年7月21日、NHK総合）
  - 立川志の輔編（2007年9月19日、NHK BS hi・2008年4月21日、NHK総合）
  - マギー司郎編（2008年4月30日、NHK BS hi・2009年3月16日、NHK総合）
- 土曜プレミアム「はだしのゲン」（2007年8月11日、フジテレビ）
- THE M（2008年、日本テレビ） - 再現VTR
- 金曜日のスマたちへSP（2009年、TBS）
- 土曜ドラマ「チャレンジド」（2009年10月・11月、NHK総合） - 2年3組の生徒役
- 大河ドラマ 龍馬伝（2010年、NHK）
- 鈴木先生（2011年、テレビ東京）
- 新春ワイド時代劇 白虎隊〜敗れざる者たち（2013年1月2日、テレビ東京） - 簗瀬勝三郎役

## 映画
- CASSHERN（2004年4月24日、松竹）
- 下妻物語（2004年5月29日、東宝）
- ユメ十夜（2007年） - ミツ役
- やじきた道中 てれすこ（2007年）
- ブタがいた教室（2008年11月1日、日活） - 6年2組生徒役
- BOX 袴田事件 命とは（2010年5月29日） - 橋口雄一郎役

## CM
- JAバンク（2006年）
- パナソニック補聴器（2006年）
- マクドナルドハッピーセット（2007年）
- NTT西日本企業広告（2007年）
- レベルファイブ「DSイナズマイレブン」（2008年）
- バンダイ ポケモンキャンペーン